# Mechanik
Die Mechanik (von altgriechisch μηχανικὴ τέχνη mechanikè téchne, deutsch ‚Maschine, Kunstgriff, Wirkungsweise‘) ist in den Naturwissenschaften und den Ingenieurwissenschaften die Lehre von der Bewegung und Verformung von Körpern sowie den dabei wirkenden Kräften. In der Physik wird unter Mechanik meist die klassische Mechanik verstanden. Im Teilgebiet der theoretischen Physik wird der Begriff oft abkürzend für die theoretische Mechanik verwendet. In den Ingenieurwissenschaften versteht man darunter meist die Technische Mechanik, die Methoden und Grundlagen der klassischen Mechanik zur Berechnung von Maschinen oder Bauwerken nutzt.
Sowohl die Relativitätstheorie als auch die Quantenmechanik enthalten die klassische Mechanik als Spezialfall.
Die Klassische Mechanik wurde im 17. Jahrhundert im Wesentlichen durch die Arbeiten von Isaac Newton begründet und war damit die erste Naturwissenschaft im modernen Sinn (siehe Geschichte der Klassischen Mechanik).

## Unterteilung
| \| \| \| \| \| Mechanik \| \| \| \| \| \| \| \| \| \| \| \| \| \| \| \| \| \| \| \| \| \| \| \| \| \| \| \| \| \| \| \| \| \| \| \| \| \| \| \| \| \| \| \| \| \| \| \| \| \| \| \| \| \| \| \| \| \| \| \| \| \| \| \| \| \| \| \| \| \| \| \| \| \| \| \| \| \| \| \| \| \| \| \| \| \| \| \| \| Kinematik Bewegungsgesetze ohne Kräfte \| Kinematik Bewegungsgesetze ohne Kräfte \| Kinematik Bewegungsgesetze ohne Kräfte \| Kinematik Bewegungsgesetze ohne Kräfte \| Kinematik Bewegungsgesetze ohne Kräfte \| Kinematik Bewegungsgesetze ohne Kräfte \| \| \| Dynamik Wirkung von Kräften \| Dynamik Wirkung von Kräften \| Dynamik Wirkung von Kräften \| Dynamik Wirkung von Kräften \| Dynamik Wirkung von Kräften \| Dynamik Wirkung von Kräften \| \| \| \| \| \| \| \| \| \| \| \| \| \| \| \| \| \| Kinematik Bewegungsgesetze ohne Kräfte \| Kinematik Bewegungsgesetze ohne Kräfte \| Kinematik Bewegungsgesetze ohne Kräfte \| Kinematik Bewegungsgesetze ohne Kräfte \| Kinematik Bewegungsgesetze ohne Kräfte \| Kinematik Bewegungsgesetze ohne Kräfte \| \| \| Dynamik Wirkung von Kräften \| Dynamik Wirkung von Kräften \| Dynamik Wirkung von Kräften \| Dynamik Wirkung von Kräften \| Dynamik Wirkung von Kräften \| Dynamik Wirkung von Kräften \| \| \| \| \| \| \| \| \| \| \| \| \| \| \| \| \| \| \| \| \| \| \| \| \| \| \| \| \| \| \| \| \| \| \| \| \| \| \| \| \| \| \| \| \| \| \| \| \| \| \| \| \| Statik Kräfte im Gleichgewicht ruhender Körper \| Statik Kräfte im Gleichgewicht ruhender Körper \| Statik Kräfte im Gleichgewicht ruhender Körper \| Statik Kräfte im Gleichgewicht ruhender Körper \| Statik Kräfte im Gleichgewicht ruhender Körper \| Statik Kräfte im Gleichgewicht ruhender Körper \| \| \| Kinetik Kräfte verändern den Bewegungszustand \| Kinetik Kräfte verändern den Bewegungszustand \| Kinetik Kräfte verändern den Bewegungszustand \| Kinetik Kräfte verändern den Bewegungszustand \| Kinetik Kräfte verändern den Bewegungszustand \| Kinetik Kräfte verändern den Bewegungszustand \| \| \| \| \| \| \| \| \| \| \| \| \| |                                        |                                        |                                        |                                                |                                                |                                                |                                                |                                                |                                                |                             |                             |                                               |                                               |                                               |                                               |                                               |                                               |  |  |  |  |  |  |  |  |  |  |  |  |
| |                                        |                                        |                                        | Mechanik                                       |                                                |                                                |                                                |                                                |                                                |                             |                             |                                               |                                               |                                               |                                               |                                               |                                               |  |  |  |  |  |  |  |  |  |  |  |  |
| |                                        |                                        |                                        |                                                |                                                |                                                |                                                |                                                |                                                |                             |                             |                                               |                                               |                                               |                                               |                                               |                                               |  |  |  |  |  |  |  |  |  |  |  |  |
| |                                        |                                        |                                        |                                                |                                                |                                                |                                                |                                                |                                                |                             |                             |                                               |                                               |                                               |                                               |                                               |                                               |  |  |  |  |  |  |  |  |  |  |  |  |
| Kinematik Bewegungsgesetze ohne Kräfte | Kinematik Bewegungsgesetze ohne Kräfte | Kinematik Bewegungsgesetze ohne Kräfte | Kinematik Bewegungsgesetze ohne Kräfte | Kinematik Bewegungsgesetze ohne Kräfte         | Kinematik Bewegungsgesetze ohne Kräfte         |                                                |                                                | Dynamik Wirkung von Kräften                    | Dynamik Wirkung von Kräften                    | Dynamik Wirkung von Kräften | Dynamik Wirkung von Kräften | Dynamik Wirkung von Kräften                   | Dynamik Wirkung von Kräften                   |                                               |                                               |                                               |                                               |  |  |  |  |  |  |  |  |  |  |  |  |
| Kinematik Bewegungsgesetze ohne Kräfte | Kinematik Bewegungsgesetze ohne Kräfte | Kinematik Bewegungsgesetze ohne Kräfte | Kinematik Bewegungsgesetze ohne Kräfte | Kinematik Bewegungsgesetze ohne Kräfte         | Kinematik Bewegungsgesetze ohne Kräfte         |                                                |                                                | Dynamik Wirkung von Kräften                    | Dynamik Wirkung von Kräften                    | Dynamik Wirkung von Kräften | Dynamik Wirkung von Kräften | Dynamik Wirkung von Kräften                   | Dynamik Wirkung von Kräften                   |                                               |                                               |                                               |                                               |  |  |  |  |  |  |  |  |  |  |  |  |
| |                                        |                                        |                                        |                                                |                                                |                                                |                                                |                                                |                                                |                             |                             |                                               |                                               |                                               |                                               |                                               |                                               |  |  |  |  |  |  |  |  |  |  |  |  |
| |                                        |                                        |                                        | Statik Kräfte im Gleichgewicht ruhender Körper | Statik Kräfte im Gleichgewicht ruhender Körper | Statik Kräfte im Gleichgewicht ruhender Körper | Statik Kräfte im Gleichgewicht ruhender Körper | Statik Kräfte im Gleichgewicht ruhender Körper | Statik Kräfte im Gleichgewicht ruhender Körper |                             |                             | Kinetik Kräfte verändern den Bewegungszustand | Kinetik Kräfte verändern den Bewegungszustand | Kinetik Kräfte verändern den Bewegungszustand | Kinetik Kräfte verändern den Bewegungszustand | Kinetik Kräfte verändern den Bewegungszustand | Kinetik Kräfte verändern den Bewegungszustand |  |  |  |  |  |  |  |  |  |  |  |  |

| \| \| \| \| \| \| \| \| \| Technische Mechanik \| \| \| \| \| \| \| \| \| \| \| \| \| \| \| \| \| \| \| \| \| \| \| \| \| \| \| \| \| \| \| \| \| \| \| \| \| \| \| \| \| \| \| \| \| \| \| \| \| \| \| \| \| \| \| \| \| \| \| \| \| \| \| \| \| \| \| \| \| \| \| \| \| \| \| \| \| \| \| \| \| \| \| \| \| \| \| \| \| \| \| \| \| \| \| \| \| \| \| \| \| \| \| \| \| \| \| \| \| \| \| \| \| \| \| Statik \| Statik \| Statik \| Statik \| Statik \| Statik \| \| \| Dynamik \| Dynamik \| Dynamik \| Dynamik \| Dynamik \| Dynamik \| \| \| Festigkeitslehre \| Festigkeitslehre \| Festigkeitslehre \| Festigkeitslehre \| Festigkeitslehre \| Festigkeitslehre \| \| \| \| \| \| \| \| \| \| \| \| \| \| \| \| \| \| \| \| Statik \| Statik \| Statik \| Statik \| Statik \| Statik \| \| \| Dynamik \| Dynamik \| Dynamik \| Dynamik \| Dynamik \| Dynamik \| \| \| Festigkeitslehre \| Festigkeitslehre \| Festigkeitslehre \| Festigkeitslehre \| Festigkeitslehre \| Festigkeitslehre \| \| \| \| \| \| \| \| \| \| \| \| \| \| \| \| \| \| \| \| \| \| \| \| \| \| \| \| \| \| \| \| \| \| \| \| \| \| \| \| \| \| \| \| \| \| \| \| \| \| \| \| \| \| \| \| \| \| \| \| \| \| \| \| \| Kinematik \| Kinematik \| Kinematik \| Kinematik \| Kinematik \| Kinematik \| \| \| Kinetik \| Kinetik \| Kinetik \| Kinetik \| Kinetik \| Kinetik \| \| \| \| \| \| \| \| \| \| \| \| \| \| \| \| \| \| \| \| \| \| \| |        |        |        |           |           |           |           |                     |           |         |         |         |         |         |         |                  |                  |                  |                  |                  |                  |  |  |  |  |  |  |  |  |  |  |  |  |  |  |  |  |  |  |
| |        |        |        |           |           |           |           | Technische Mechanik |           |         |         |         |         |         |         |                  |                  |                  |                  |                  |                  |  |  |  |  |  |  |  |  |  |  |  |  |  |  |  |  |  |  |
| |        |        |        |           |           |           |           |                     |           |         |         |         |         |         |         |                  |                  |                  |                  |                  |                  |  |  |  |  |  |  |  |  |  |  |  |  |  |  |  |  |  |  |
| |        |        |        |           |           |           |           |                     |           |         |         |         |         |         |         |                  |                  |                  |                  |                  |                  |  |  |  |  |  |  |  |  |  |  |  |  |  |  |  |  |  |  |
| Statik | Statik | Statik | Statik | Statik    | Statik    |           |           | Dynamik             | Dynamik   | Dynamik | Dynamik | Dynamik | Dynamik |         |         | Festigkeitslehre | Festigkeitslehre | Festigkeitslehre | Festigkeitslehre | Festigkeitslehre | Festigkeitslehre |  |  |  |  |  |  |  |  |  |  |  |  |  |  |  |  |  |  |
| Statik | Statik | Statik | Statik | Statik    | Statik    |           |           | Dynamik             | Dynamik   | Dynamik | Dynamik | Dynamik | Dynamik |         |         | Festigkeitslehre | Festigkeitslehre | Festigkeitslehre | Festigkeitslehre | Festigkeitslehre | Festigkeitslehre |  |  |  |  |  |  |  |  |  |  |  |  |  |  |  |  |  |  |
| |        |        |        |           |           |           |           |                     |           |         |         |         |         |         |         |                  |                  |                  |                  |                  |                  |  |  |  |  |  |  |  |  |  |  |  |  |  |  |  |  |  |  |
| |        |        |        | Kinematik | Kinematik | Kinematik | Kinematik | Kinematik           | Kinematik |         |         | Kinetik | Kinetik | Kinetik | Kinetik | Kinetik          | Kinetik          |                  |                  |                  |                  |  |  |  |  |  |  |  |  |  |  |  |  |  |  |  |  |  |  |

Die Mechanik kann grob in verschiedene Teilgebiete untergliedert werden: Die Kinematik befasst sich mit der Bewegung von Körpern und beschreibt vor allem die Bahnkurve, Geschwindigkeit und Beschleunigung von Körpern, ohne dabei Masse oder Kräfte zu berücksichtigen. Die Dynamik erweitert die Beschreibung der Bewegungen durch die Masse und die wirkenden Kräfte. Die Dynamik wird häufig unterteilt in die Statik (Kräfte im Gleichgewicht) und die Kinetik (Kräfte nicht im Gleichgewicht). In der Technischen Mechanik teilt man sie dagegen auch ein in Kinematik und Kinetik und fasst sie als Teilgebiet auf, das neben der Statik steht.
Zudem lassen sich spezielle Teilgebiete der Mechanik nach vielen verschiedenen Kriterien einteilen.
Die oben schon beschriebene Einteilung nach der Berücksichtigung von Kräften ergibt:
- Kinematik – ohne Berücksichtigung von Kräften
- Dynamik – mit Berücksichtigung von Kräften

Eine Einteilung nach Aggregatzustand sieht wie folgt aus:
- Mechanik fester Körper (Festkörpermechanik)
  - Mechanik starrer Körper oder Stereomechanik[5]: Systeme von diskreten Massenpunkten und unverformbare Körper. Sie teilt sich auf in die Punktmechanik, die von Eigendrehungen der Körper absieht, und die Kreiseltheorie, die sich auf die Eigendrehungen konzentriert.
  - Mechanik elastischer Körper: Die Elastizitätstheorie behandelt elastische Verformungen, also Verformungen, die sich nach Rücknahme der verursachenden Kräfte zurückbilden wie bei einer Feder. Ein wichtiges Teilgebiet ist die Elastostatik für unbewegte Körper.
  - Mechanik plastischer Körper: Die Plastizitätstheorie behandelt plastische Verformungen, also Verformungen, die sich nach Rücknahme der verursachenden Kräfte nicht zurückbilden, wie bei warmer Butter oder beim Schmieden.
- Fluidmechanik (Gase und Flüssigkeiten): Sie kann weiter unterteilt werden nach der inneren Reibung in Mechanik idealer Gase oder realer Gase und Mechanik reibfreier und viskoser Flüssigkeiten, sowie nach dem Fluid und nach der Bewegung in Statik (unbewegt, ruhend) und Dynamik (bewegt):
  - Fluidstatik: Aerostatik (für Gase), Hydrostatik (für Flüssigkeiten)
  - Fluiddynamik: Aerodynamik, Hydrodynamik

Die Einteilung nach Anwendungsgebiet führt zu:
- Theoretische Mechanik (auch „Analytische Mechanik“ genannt). Neben der Unterteilung in Kinematik und Dynamik kann auch nach dem Formalismus unterteilt werden in:[6][7]
  - Newtonsche Mechanik: Die älteste Darstellungsweise, die auf Isaac Newton zurückgeht. Sie gilt in unbeschleunigten Bezugssystemen (Inertialsysteme). Die Lösung konkreter Problemstellungen mit eingeschränkten Bewegungsmöglichkeiten kann sehr aufwendig sein.
  - Lagrange-Formalismus: Eine Darstellungsweise, die auf Joseph-Louis Lagrange zurückgeht und auch in beschleunigten Bezugssystemen gilt. Sie verwendet verallgemeinerte Koordinaten und gestattet eine deutlich einfachere Lösung vieler Probleme, z. B. bei Systemen mit mehr als zwei Körpern oder mit Bewegungseinschränkungen.
  - Hamiltonsche Mechanik: Eine sehr allgemeine Darstellung von William Rowan Hamilton, die in der Himmelsmechanik Vorteile hat und sich im Theoriengebäude der Physik für den Anschluss der Quantenmechanik eignet.
- Technische Mechanik. Meist eingeteilt in:
  - Statik: Ruhende starre Körper
  - Festigkeitslehre: Verformbare feste Körper
  - Dynamik: Bewegte Körper

Eine Einteilung nach der Art der Idealisierung führt auf:
- Punktmechanik: Sie wurde von Isaac Newton begründet und benutzt die höchstmögliche Idealisierung von realen Körpern als Massenpunkt.
- Mechanik starrer Körper oder Stereomechanik:[5] unverformbare Körper und Systeme von Massenpunkten mit sechs Freiheitsgraden mit dem Teilgebiet Kreiseltheorie, die sich auf die Drehbewegungen mit drei Freiheitsgraden konzentriert.
- Kontinuumsmechanik: kontinuierlich ausgedehnte, verformbare Körper, mit der Unterteilung:
  - Mechanik elastischer Körper: Die Elastizitätstheorie behandelt elastische Verformungen, also Verformungen, die sich nach Rücknahme der verursachenden Kräfte zurückbilden wie bei einer Feder. Ein wichtiges Teilgebiet ist die Elastostatik für unbewegte Körper.
  - Mechanik plastischer Körper: Die Plastizitätstheorie behandelt plastische Verformungen, also Verformungen, die sich nach Rücknahme der verursachenden Kräfte nicht zurückbilden wie bei warmer Butter oder beim Schmieden.
  - Strömungsmechanik und Gasdynamik (Fluidmechanik): Flüssigkeiten, Gase und Plasmen
- Statistische Mechanik (auch Statistische Thermodynamik): statistische Wechselwirkung vieler Massenpunkte, mit Bezügen insbesondere zur Thermodynamik. Die statistische Mechanik ist ein Teilgebiet der Statistischen Physik.

## Studium
Die Mechanik wird einerseits als Teil des Physikstudiums, andererseits als Teil einer Ingenieursausbildung gelehrt, beispielsweise im Studium des Maschinenbaus oder des Bauingenieurwesens. Daneben gibt es noch vereinzelt spezielle Studiengänge der Mechanik, zum Teil unter der Bezeichnung Angewandte Mechanik:
- Master of Science (MSc) Mechanik an der Ecole Polytechnique, Frankreich
- MSc Mechanik an der Université Paris-Saclay, Frankreich
- MSc Angewandte Mechanik an der TU Chalmers, Schweden
- Studienbereich Mechanik mit Bachelor of Science (BSc) Angewandte Mechanik und MSc Mechanik an der TU Darmstadt
- BSc, MSc und Diplom Maschinenbau mit Vertiefung Angewandte Mechanik an der Technischen Universität Chemnitz
- MSc Computational Mechanics an der Universität Duisburg-Essen
- MSc Computational Mechanics an der TU München
- BSc und MSc Maschinenbau mit Vertiefung Angewandte Mechanik an der Ruhr-Universität Bochum

## Verbindungen zu angrenzenden wissenschaftlichen Disziplinen
Verbindungen zu anderen wissenschaftlichen Disziplinen ergeben sich zwischen der klassischen Mechanik und einigen naturwissenschaftlichen Disziplinen sowie zwischen der Technischen Mechanik und ingenieurwissenschaftlichen Disziplinen.

### Verbindungen in den Naturwissenschaften
In der Biologie ist die Biomechanik eine spezielle Anwendung der Mechanik und in der Chemie die Reaktionskinetik, die sich mit kinetischen Energien von Reaktionspartnern und chemischen Reaktionen befasst.
Im Theoriengebäude der Physik ergeben sich vielfältige Verbindungen: Die Hamilton-Mechanik ist eine sehr allgemeine Formulierung der Klassischen Mechanik die als Spezialfälle sowohl die newtonsche Mechanik als auch die Quantenmechanik enthält. Systeme die aus sehr vielen Körpern bestehen, können theoretisch beschrieben werden durch die Bewegungen der einzelnen Körper. Praktisch ist die Lösung der zahlreichen Gleichungen die dazu benötigt werden ab einer gewissen Anzahl an Körpern nicht mehr möglich; die Statistische Mechanik befasst sich dann mit Aussagen zu solchen Vielteilchensystemen. Ab einer Größenordnung von etwa 1023 Teilchen, stimmen die Voraussagen der statistischen Mechanik sehr gut mit jenen der Thermodynamik überein. Die Relativitätstheorie enthält für kleine Geschwindigkeiten die klassische Mechanik als Spezialfall.

### Verbindungen in den Ingenieurwissenschaften
Die Technische Mechanik stellt grundsätzlich allgemeine Berechnungsverfahren zur Verfügung, ohne dabei auf spezielle Konstruktionswerkstoffe einzugehen (nur Kenngrößen wie Festigkeit und Elastizität werden berücksichtigt, aber nicht, ob es sich um Holz oder Stahl handelt) und behandelt auch nicht spezielle Bauteile.
Erkenntnisse der eigenständigen, ingenieurwissenschaftlichen Disziplin der Werkstofftechnik werden in der Festigkeitslehre integriert, die ein Gebiet der Technischen Mechanik ist.
Im Maschinenbau weist das Fachgebiet der Maschinenelemente (Schrauben, Zahnräder etc.) eine große Nähe zur Mechanik auf. Für die jeweiligen Maschinenelemente gibt es spezielle Gleichungen zur Berechnung der nötigen Maße. Die Fahrdynamik ist sowohl Teil der Dynamik als auch der Fahrzeugtechnik. Die Mechatronik stellt ein interdisziplinäres Gebiet dar, das aus Anteilen von Mechanik/Maschinenbau und Elektrotechnik besteht. Spezialgebiete der Technischen Mechanik im Maschinenbau sind die Maschinendynamik und die Rotordynamik. Bei Gasturbinen weist die Strömungsmechanik (Aerodynamik) eine so enge Verbindung zur Thermodynamik auf, dass teilweise von einer Aero-Thermodynamik die Rede ist.
Im Bauingenieurwesen weist eine besondere Nähe zur Baustatik der Konstruktive Ingenieurbau auf. Dieser berücksichtigt die Besonderheiten spezieller Baustoffe und gliedert sich unter anderem in Holzbau und Stahlbau sowie Beton- und Stahlbetonbau, während die Baustatik Berechnungsverfahren schafft und bereitstellt, die von der Bauweise unabhängig sind und deshalb eine technikwissenschaftliche Grundlagendisziplin ist. Weitere Gebiete sind die Bodenmechanik, die Felsmechanik und die Hydromechanik.